# Паскуаль, Каролина
Каролина Паскуаль Грасия (исп. Carolina Pascual Gracia; род. 17 июня 1976, Ориуэла, Аликанте, Испания) — испанская спортсменка, представляла художественную гимнастику в индивидуальных упражнениях. Серебряный призёр летних Олимпийских игр в Барселоне, многократный призёр чемпионатов мира и Европы.

## Биография
Каролина с детства занималась балетом, однако в возрасте семи лет балетные учителя порекомендовали всерьез заняться художественной гимнастикой. Как гимнастка она выделялась благодаря сложным и выразительным программам.
В 1990 году тренер Эмилия Бонева выбрала её для национальной сборной Испании. Каролина Паскуаль была одной из наиболее успешных испанских гимнасток-«художниц», и первая из них получила олимпийскую медаль. На церемонии награждения произошёл инцидент — бронзовый призёр Олимпиады, Оксана Скалдина, демонстративно не подошла поздравить Паскуаль в знак протеста против судейства.
Каролина закончила выступления после чемпионата мира в Аликанте (1993). В настоящее время она тренер в клубе IMD в Ориуэле.

## Спортивные результаты
- 1992 Олимпийские Игры, Барселона — 2-е место — индивидуальное многоборье.
- 1993 Чемпионат мира, Аликанте — 2-е место — булавы; 4-е место — лента, команда; 5-е место — обруч; 7-е место — индивидуальное многоборье; 8-е место — мяч.